# Edward Dering (3e baronnet)
Edward Dering, 3e baronnet (18 avril 1650 - 15 octobre 1689) est député et baronnet anglais.

## Biographie
Il est le fils aîné d'Edward Dering (2e baronnet) de Surrenden Dering House à Pluckley, Kent et de son épouse Mary Harvey, compositrice et nièce du Dr William Harvey. Il succède à son père en 1684.
Comme son père et son grand-père avant lui, il est député du comté de Kent et siège dans les trois derniers parlements de Charles II, entre 1678/9 et 1681 (le Parlement d'Oxford). Son père est toujours vivant et député de Hythe à l'époque, alors le fils est élu sous le nom d'Edward Dering Esq.
Battu lors des élections de 1689 en tant que candidat parlementaire à Hythe, il lève un régiment de fantassins (qui devient plus tard le South Wales Borderers) et l'emmène en Irlande pour soutenir le roi Guillaume III. Là, il tombe malade et est décédé à l'âge de 39 ans. Son corps est ramené à la maison et enterré à Pluckley.
Il épouse Elizabeth, fille de William Cholmeley, 2e baronnet de Whitby, et de sa deuxième épouse Elizabeth, fille de John Savile de Methley, toutes deux dans le Yorkshire. Elle est la cohéritière de son frère Hugh Cholmeley, 3e baronnet, décédé enfant. Le prénom Cholmeley est souvent utilisé dans la famille Dering à partir de ce moment, le premier étant leur fils Cholmeley Dering (4e baronnet). Lady Dering est décédée le 20 octobre 1704 et est également enterrée à Pluckley.